# Liste der Monuments historiques in Chauconin-Neufmontiers
Die Liste der Monuments historiques in Chauconin-Neufmontiers führt die Monuments historiques in der französischen Gemeinde Chauconin-Neufmontiers auf.

## Liste der Bauwerke
| Bezeichnung                                                              | Beschreibung                  | Standort | Kennzeichnung | Schutzstatus | Datum | Bild           |
| ------------------------------------------------------------------------ | ----------------------------- | -------- | ------------- | ------------ | ----- | -------------- |
| Schloss Martroy                                                          | Erbaut ab dem 17. Jahrhundert | (Lage)   | PA00086884    | Inscrit      | 1987  | weitere Bilder |
| Kirche St-Saturnin                                                       | Erbaut 1580                   | (Lage)   | PA00087347    | Inscrit      | 1991  | weitere Bilder |
| Soldatenfriedhof des Ersten Weltkriegs, genannt Grande Tombe de Villeroy |                               | (Lage)   | PA77000035    | Inscrit      | 2018  | weitere Bilder |

## Liste der Objekte
Zum Verständnis siehe: Kirchenausstattung
- Monuments historiques (Objekte) in Chauconin-Neufmontiers in der Base Palissy des französischen Kultusministeriums